# Trigonophatnus albobalteatus
Trigonophatnus albobalteatus är en stekelart som beskrevs av Cameron 1907. Trigonophatnus albobalteatus ingår i släktet Trigonophatnus och familjen bracksteklar. Inga underarter finns listade i Catalogue of Life.